# Bundesautobahn 30
Bundesautobahn 30 (em português: Auto-estrada Federal 30) ou A 30, é uma auto-estrada na Alemanha.
A Bundesautobahn 30 tem 129 km de comprimento.

## Estados
Estados percorridos por esta auto-estrada:
- Renânia do Norte-Vestfália
- Baixa Saxônia